# 鋸鼻柄八角魚
鋸鼻柄八角魚，為輻鰭魚綱鮋形目杜父魚亞目八角魚科的其中一種，為溫帶海水魚，分布於北太平洋日本至加拿大卑詩省中部海域，棲息深度18-975公尺，體長可達27公分，棲息在底層水域，生活習性不明。